# Moto Guzzi V7 Classic
La Moto Guzzi V7 Classic è un motociclo prodotto dalla casa motociclistica italiana Moto Guzzi dal 2007.

## Storia e descrizione
Presentata al Salone del motociclo di Milano del 2007, la Moto Guzzi V7 Classic è la proposta Moto Guzzi per il mercato motociclistico in stile vintage. Si tratta sostanzialmente del modello "Breva 750", le cui sovrastrutture sono state sostituite, con limitate varianti di ciclistica e motore.
L'intento è quello di richiamare due gloriosi modelli del passato, la "V7 Special" del 1969 e la "V7 Sport" del 1972 che rappresentano due importanti successi costruttivi nella storia del marchio Moto Guzzi, dal secondo dopoguerra.
Rispetto alla "Breva", la "V7 Classic" monta serbatoio, strumentazione e fianchetti simili o ispirati a quelli della "V7 Sport", mentre la colorazione bianca è ripresa da quella della "V7 Special".
Per completare l'opera di trasformazione rétro, sono stati adottati i cerchi a raggi con gommatura a spalla alta e gli scarichi orizzontali; particolari ormai desueti nei moderni motocicli.
Alla fine del 2008 è stata messa in commercio la versione "V7 Cafè Classic" che, oltre alla forme, riprende anche il celebre colore verde Legnano della "V7 Sport" e si differenzia dalla "Classic" per una serie di piccoli particolari come gli scarichi rialzati e la sella con codino integrato.
Secondo le più accreditare riviste settoriale, la "Classic" ha mantenuto le doti di stabilità e direzionalità del modello da cui deriva, anzi guadagnando in maneggevolezza sui percorsi misti e cittadini. Alcune critiche sono state sollevate in merito alla durezza della sella e la taratura degli ammortizzatori, eccessivamente rigida.
Dal 2012 la V7 è prodotta nelle versioni Moto Guzzi V7 Stone, V7 Special e Moto Guzzi V7 Racer con nuovi motori da 50 cavalli che dall'anno successivo vengono portati a 48. Dal 2014 con la versione denominata V7 II vengono introdotti controllo di trazione disinseribile, ABS, cambio che da 5 passa a 6 marce ed alcune migliorie funzionali di minor rilievo. Vengono inoltre introdotti specifici kit di personalizzazione dei modelli nelle 4 versioni denominate: Café Racer, Dark Rider, Scrambler e Heritage.
A febbraio 2021 sulla V7 debutta il motore 850 cc da 65 CV già utilizzato sulla V85 TT. Si tratta di un bicilindrico a V trasversale di 90° raffreddato ad aria, con distribuzione ad aste e bilancieri a due valvole per cilindro.